# Tiffany Hsu
Tiffany Hsu (chinês tradicional: 許瑋甯, chinês simplificado: 许玮宁, pinyin: Xǔ Wěinìng, Wade–Giles: Hsu3 Wei3 Ning4, Taipei, 7 de agosto de 1984) é uma atriz e modelo taiwanese. Ela é afiliada da agência Catwalk.

## Biografia
Filha de um pai ítalo-americano e de uma mãe chinesa, Tiffany Hsu cresceu sem conhecer seu pai biológico, que deixou a família após seu nascimento. Na escola, sofria bullying por causa do seu físico multirracial. Ela comentou essa fase: "Eu odiava tirar fotos quando estava no colégio. Antes, eu tentava cortar meu cabelo na esperança dele se tornar liso igual aos dos outros". Em 2007, se formou em teatro na Universidade de Cultura Chinesa.

## Carreira
Tiffany Hsu estreou como modelo da agência Catwalk Modelling em 2002. No ano seguinte, fez sua estreia como atriz na série de televisão Yuan Lai Zheng Hao ao lado de Joe Cheng, seu parceiro na publicidade da marca Yamaha também.
Em 2004, apareceu na série My Puppy Lover como namorada do estudante X. Na série Nine-Ball, Tiffany interpreta a melhor amiga de Ah Yin. Também apareceu na série Michael the Archangel's Dance.
Em 2005, Tiffany interpretou Pei Zi Yu em It Started With a Kiss. Em 2007, reprisou seu papel na segunda temporada da série, They Kiss Again.
Em 2009, atua como He Yi Qian, uma médica que cuida de Ren Guang Xi após sua operação de câncer na série Autumn's Concerto
Em 2013, atuou no filme Cupid's World of Happiness ao lado de Leon Jay Williams.

## Filmografia
| Ano  | Título                        | Papel                |
| ---- | ----------------------------- | -------------------- |
| 2003 | Yuan Lai Zheng Hao            |                      |
| 2004 | My Puppy Lover                |                      |
| 2004 | An Shi Ai Mei Hui             |                      |
| 2004 | Magic Ring                    |                      |
| 2004 | Michael the Archangel's Dance |                      |
| 2004 | Nine-Ball                     |                      |
| 2005 | Jia You Fei Fei               | Fei Fei (菲菲)       |
| 2005 | It Started With a Kiss        | Pei Zi Yu (裴子瑜)   |
| 2006 | War and Destiny               |                      |
| 2006 | Di Yi Tong Jin                |                      |
| 2007 | They Kiss Again               | Pei Zi Yu (裴子瑜)   |
| 2008 | Story of Time                 | Ni Ni (妮妮)         |
| 2009 | ToGetHer                      | Yan Shi Jia (言詩嘉) |
| 2009 | Autumn's Concerto             | Emily (何以茜)       |
| 2009 | Roseate-Love                  | Mina (米娜)          |
| 2010 | Scent of Love                 | 黎真真               |
| 2011 | Love You                      | Avril Tang (唐艾薇)  |
| 2012 | Love Me or Leave Me           | Ji Qing (紀晴)       |
| 2012 | The Late Night Stop           |                      |
| 2014 | The Way We Were               | Zheng Rui-Rui        |

| Ano  | Título        | Papel  |
| ---- | ------------- | ------ |
| 2006 | Amour-Legende | Coco   |
| 2009 | Taipei 24H    |        |
| 2010 | 外滩佚事      | 李香兰 |
| 2010 | 你好吗?       | 我很好 |
| 2014 | 7 Love Design | Doris  |
| 2014 | Dream Flight  |        |

| Ano  | Título                     | Artista     |
| ---- | -------------------------- | ----------- |
| 2003 | "666"                      | Lee Wei     |
| 2003 | "那条街"                   | Lin Yo Wei  |
| 2004 | "The Heart's Sun and Moon" | Leehom Wang |
| 2004 | "原來我Love You So Much"   | Alex To     |
| 2008 | "Love Hurts"               | Kenji Wu    |
| 2010 | "Reason"                   | Vanness Wu  |
| 2012 | "Forgetting The Hug"       | Wilber Pan  |